# Franziska Junge
Pour les articles homonymes, voir Junge.
 (décembre 2021).
 (décembre 2021).
La mise en forme du texte ne suit pas les recommandations de Wikipédia : il faut le « wikifier ».
Les points d'amélioration suivants sont les cas les plus fréquents :
- Les titres sont pré-formatés par le logiciel. Ils ne sont ni en capitales, ni en gras.
- Le texte ne doit pas être écrit en capitales (les noms de famille non plus), ni en gras, ni en italique, ni en « petit »…
- Le gras n'est utilisé que pour surligner le titre de l'article dans l'introduction, une seule fois.
- L'italique est rarement utilisé : mots en langue étrangère, titres d'œuvres, noms de bateaux, etc.
- Les citations ne sont pas en italique mais en corps de texte normal. Elles sont entourées par des guillemets français : « et ».
- Les listes à puces sont à éviter, des paragraphes rédigés étant largement préférés. Les tableaux sont à réserver à la présentation de données structurées (résultats, etc.).
- Les appels de note de bas de page (petits chiffres en exposant, introduits par l'outil «  Source ») sont à placer entre la fin de phrase et le point final[comme ça].
- Les liens internes (vers d'autres articles de Wikipédia) sont à choisir avec parcimonie. Créez des liens vers des articles approfondissant le sujet. Les termes génériques sans rapport avec le sujet sont à éviter, ainsi que les répétitions de liens vers un même terme.
- Les liens externes sont à placer uniquement dans une section « Liens externes », à la fin de l'article. Ces liens sont à choisir avec parcimonie suivant les règles définies. Si un lien sert de source à l'article, son insertion dans le texte est à faire par les notes de bas de page.
- La présentation des références doit suivre les conventions bibliographiques. Il est recommandé d'utiliser les modèles {{Ouvrage}}, {{Chapitre}}, {{Article}}, {{Lien web}} et/ou {{Bibliographie}}. Le mode d'édition visuel peut mettre en forme automatiquement les références.
- Insérer une infobox (cadre d'informations à droite) n'est pas obligatoire pour parachever la mise en page.

Pour une aide détaillée, merci de consulter Aide:Wikification.
Si vous pensez que ces points ont été résolus, vous pouvez retirer ce bandeau et améliorer la mise en forme d'un autre article.
Franziska Junge est une actrice allemande de théâtre, cinéma et télévision, également chanteuse née le 9 mars 1981 à Zschopau en Saxe.

## Biographie
Après son baccalauréat, elle se forme au chant, au théâtre et à la danse à Bayerische Theaterakademie August Everding à Munich (L'Ecole nationale supérieure de musique et de théâtre/ Theater Akademie ‘August Everding’ de Munich). De 2003 à 2006, elle poursuit sa formation de comédienne au École supérieure de musique et de théâtre Felix Mendelssohn Bartholdy.
Pendant ses études, elle fait des apparitions au Théâtre de Leipzig et au Bregenzer Festspiele en Autriche. Elle prendre des cours de jeu d’acteur devant la caméra avec Jordan Beswick (New York) et suit la Masterclass The Naked Face de David Penn (Londres).
En parallèle à son travail pour le cinéma et la télévision, Franziska Junge travaille comme actrice de théâtre. En 2006, elle intègre le Berliner Ensemble, repérée par le directeur et metteur en scène Claus Peymann. Junge interprète la première allemande de Cabaret of the Last Hope » une pièce-solo de Vladimir Alekseewic Klimenko, mise en scène par Makedoniy Kiselev.
Elle joue dans la pièce Pffft ou le dernier tango au téléphone de George Tabori mise en scène par Martin Wuttke. Sous la direction de Robert Wilson, elle joue dans L'Opéra de quat'sous, une production qui part en tournée mondiale, et reprend le rôle de Lena dans Léonce et Léna, mise en musique par Herbert Grönemeyer.
De 2009 à 2017, elle intègre l'ensemble du Théâtre de Francfort (Schauspiel Frankfurt). Principalement sous la direction d'Andreas Kriegenburg. Junge joue des rôles tels que Ariel dans La Tempête de Shakespeare, Maria dans Foi, Amour, Espérance d’Ödön von Horváth et Natalya Petrovna dans la première allemande Trois jours à la campagne de Patrick Marber; rôle pour lequel elle sera nommée par le magazine Theater heute, jeune actrice de l’année 2017.
Depuis la saison 2017/18, en tant qu'invitée du Berliner Ensemble, elle joue Lucy Brown dans L'Opéra de quat'sous de Robert Wilson et Karen Weston dans August: Osage County mises en scène par Oliver Reese, directeur du Berliner Ensemble depuis 2017.
Parallèlement à sa carrière de comédienne, Junge se produit avec son groupe en concert avec Junge singt, et travaille régulièrement pour la Radio (Radio Hesse, Radio Ouest Allemande, Radio Cologne et Sud-Ouest Radio).
Depuis 2017, Junge travaille principalement dans le domaine du cinéma et de la télévision.
Elle vit à Berlin.

## Prix et Récompenses
Pour son interprétation de Natalya dans « Trois jours à la campagne », elle est nommée meilleure jeune actrice par le magazine « Theater heute ».
En 2013, elle fait ses débuts à l’écran dans le long métrage Le Labyrinthe du silence de Giulio Ricciarelli; sélectionné dans la catégorie meilleur film en langue étrangère lors de la 88 ème Oscars du cinéma 2016.
Elle joue dans les séries policières de la chaine Hessischer Rundfunk, « Tatort: La maison au bout de la rue » et « Tatort: Vive la mort » et « Tatort: Parasomnia » de Sebastian Marka, vivement acclamé par la presse.
Pour la série allemande culte « Tatort », elle tourne l’épisode « Qui suis je? » de Bastian Günther qui remporte le Prix de la Culture Média 2015, puis le téléfilm « Dead Man Working » de Marc Bauder qui remporte le prix Adolf-Grimme 2017, « Unser Kind » et « Tatort: Parasomnia » long métrage de la chaine nationale ARD, nommé pour le prix Adolf-Grimme 2019. Avec « Para - We Are King » d'Özgyr Yildirim elle gagne dans la catégorie meilleure série dramatique au German Television Award 2021.
Elle a joué dans le 9e épisode « commissaire Dupin - Bretonische Spezialitäten », une série télévisée policière allemande adaptée des romans de Jean-Luc Bannalec, mise en scène par Bruno Grass sur ARD.
La série est diffusée sur France 3 et au Québec.

## Filmographie
Cinéma
- 2014 :Le Labyrinthe du silence (Im Labyrinth des Schweigens) de Giulio Ricciarelli

Télévision
- 2013: Tatort: Das Haus am Ende der Strasse
- 2016: Tatort: Long Life Death
- 2020: Tatort: Parasomnia
- 2021: commissaire Dupin – Bretonische Spezialitäten
- 2021: Para – We Are King (HBO MAX)

## Distinctions
- 2016: Meilleur film de fiction international du Garden State Film Festival (États-Unis) pour Tatort: Long Life Death
- 2016: Sélection allemande de l'Oscars du cinéma  pour Le Labyrinthe du silence
- 2017: prix Adolf-Grimme pour Dead Man Working[13]
- 2017: nomination Theater heute dans la catégorie « Meilleure jeune actrice de l'année 2017 » pour le rôle de Natalja dans Trois jours à la campagne de Patrick Marber au Schauspiel Frankfurt
- 2021: Deutscher Fernsehpreis (German Television Award) pour "Para – Wir sind King"

## Théâtre
Berliner Ensemble
- 2006: La Pucelle d'Orléans (Die Jungfrau von Orléans) de Friedrich von Schiller – Agnes Sorel – metteur en scène: Claus Peymann
- 2007: Kabarett der letzten Hoffnung de Vladimir Alekseewic Klim (Klimenko) – Soirée en solo – metteur en scène: Makedoniy Kiselev
- 2007: Pffft oder der letzte Tango am Telefon de George Tabori – Chœur des déesses grecques – metteur en scène: Martin Wuttke
- 2008: Léonce et Léna (Leonce und Lena) de Georg Büchner – Lena – metteur en scène: Robert Wilson
- 2018: L'Opéra de quat'sous de Bertolt Brecht – Lucy – metteur en scène: Robert Wilson

Schauspiel Frankfurt
- 2009: Phèdre de Jean Racine – Œnone – metteur en scène: Oliver Reese
- 2010: Le Tartuffe ou l'Hypocrite de Molière – Elmire – metteur en scène: Staffan Waldemar Holm
- 2012: Salomé d'Oscar Wilde – Hérodiade – metteur en scène: Günter Krämer
- 2015: La Réunification des deux Corées de Joël Pommerat – metteur en scène: Oliver Reese
- 2015: Après la fête (Nach dem Fest) d'Hans Op de Beeck – Lauren - metteur en scene: Hans Op de Beeck[14]
- 2016: La Tempête de William Shakespeare – Ariel – metteur en scène: Andreas Kriegenburg
- 2017: August: Osage County Eine Familie) de Tracy Letts – Karen Weston – metteur en scene: Oliver Reese
- 2017: Trois jours à la campagne de Patrick Marber – Natalya – metteur en scène: Andreas Kriegenburg

Volksbühne Berlin
- 2012: L'Homme au sable de E. T. A. Hoffmann – metteur en scène: Sebastian Klink

Kampnagel Hamburg
- 2010: Socrate - Dunkle Mädchen & Music Hall präsentieren Socrate d'Erik Satie – Socrate – metteur en scène: Kommando Himmelfahrt[15]

Schauspiel Leipzig
- 2005: Hertel’s Waits for Franzy (concert with songs by Tom Waits) – metteur en scène et arrangements: Thomas Hertel[16]

Festival de Brégence
- 2001: La Bohème de Giacomo Puccini – metteur en scène: Richard Jones & Anthony McDonald
- 2003: West Side Story de Leonard Bernstein – Regie: Francesca Zambello

Théâtre du Prince-Régent
- 2001: Stella de Johann Wolfgang von Goethe – Lucie Sommer – metteur en scène: Florentine Klepper
- 2002:On the Town de Leonard Bernstein – Lucie Schmeeler – metteur en scène: Gil Mehmert

Neuköllner Oper
- 2020/21: Iron Curtain Man – Dean Reed, Erich Honecker, Renate Blume und Manfred Krug – metteur en scène: Fabian Gerhardt